# Абрамович, Антон Дмитриевич
Анто́н Дми́триевич Абрамо́вич (бел. Антон Дзмітрыевіч Абрамовіч; род. 27 апреля 1999, Минск) — белорусский футболист, выступавший на позиции полузащитника.

## Карьера
Воспитанник футбольной академии борисовского БАТЭ. В 2015 году футболист в составе юношеской команды принимал участие в юношеской лиге УЕФА. В сезоне 2016 года футболист стал выступать за дублирующий состав борисовского клуба. За основную команду клуба футболист дебютировал 26 июня 2019 года в матче Кубке Беларуси против речицкого «Спутника». В феврале 2020 года футболист на правах арендного соглашения присоединился к дзержинский «Арсеналу», соглашение с которым рассчитано до конца сезона. Дебютировал за клуб футболист 26 апреля 2020 года в матче против микашевичского «Гранита», отличившись своей первой результативной передачей. Дебютным забитым голом за клуб футболист отличился 28 июня 2020 года в матче против «Орши». В октябре 2020 года дзержинский клуб подписал с футболистом полноценный контракт. По итогу сезона футболист вместе с клубом завершил чемпионат на итоговом четвёртом месте.
Новый сезон футболист начал с четвертьфинального матча Кубка Беларуси против жодинского «Торпедо-БелАЗ». В ответном четвертьфинальном матче 6 апреля 2021 года клубы завершили встречу безголевой ничьёй, однако «Торпедо-БелАЗ» по сумме матчей вышли в следующий этап турнира. Первый матч в чемпионате футболист сыграл 18 апреля 2021 года против петриковского «Шахтёра». Своим первым забитым голом в сезоне футболист отличился 25 августа 2021 года в матче против бобруйской «Белшины». Вместе с клубом футболист досрочно стал победителем чемпионата. На протяжении сезона футболист выступал за дзержинский клуб в роли одного из основных игроков, чередуя матчи в стартовом составе и со скамейки запасных, отличившись 2 забитыми голами. Дебютный матч в Высшей лиге футболист сыграл 20 марта 2022 года против «Гомеля». Однако на протяжении сезона футболист был игроком замены. В январе 2023 года футболист тренировался с дзержинским клубом. Однако вскоре завершил профессиональную карьеру.

## Достижения
«Арсенал» Дзержинск
- Победитель Первой лиги (1): 2021

## Статистика выступлений

### Клубная статистика
| Выступление         | Выступление      | Выступление      | Чемпионат | Чемпионат | Кубки | Кубки | Еврокубки | Еврокубки | Итого | Итого |
| Клуб                | Лига             | Сезон            | Игры      | Голы      | Игры  | Голы  | Игры      | Голы      | Игры  | Голы  |
| ------------------- | ---------------- | ---------------- | --------- | --------- | ----- | ----- | --------- | --------- | ----- | ----- |
| БАТЭ                | Высшая лига      | 2019             | 0         | 0         | 2     | 0     | 0         | 0         | 2     | 0     |
| БАТЭ                | Итого            | Итого            | 0         | 0         | 2     | 0     | 0         | 0         | 2     | 0     |
| Арсенал (Дзержинск) | Первая лига      | 2020             | 20        | 2         | 2     | 1     | 0         | 0         | 22    | 3     |
| Арсенал (Дзержинск) | Первая лига      | 2021             | 28        | 2         | 5     | 0     | 0         | 0         | 33    | 2     |
| Арсенал (Дзержинск) | Высшая лига      | 2022             | 12        | 0         | 1     | 0     | 0         | 0         | 13    | 0     |
| Арсенал (Дзержинск) | Итого            | Итого            | 60        | 4         | 8     | 1     | 0         | 0         | 68    | 5     |
| Всего за карьеру    | Всего за карьеру | Всего за карьеру | 60        | 4         | 10    | 1     | 0         | 0         | 70    | 5     |

1. ↑  Кубок Беларуси.